# Jurij Kiełdysz
Jurij Wsiewołodowicz Kiełdysz, ros. Юрий Всеволодович Келдыш (ur. 16 sierpnia?/29 sierpnia 1907 w Petersburgu, zm. 11 grudnia 1995 w Moskwie) – rosyjski muzykolog.

## Życiorys
Pochodził z rodziny naukowców, był bratem matematyka i mechanika Mstisława Kiełdysza. W latach 1926–1932 był działaczem organizacji Rossijskaja Assocyjacyja Proletarskich Muzykantow, przejmując jej ideę sztuki dla mas poświęcił się działaniom na rzecz upowszechniania wiedzy o muzyce. Od 1927 do 1930 roku studiował w Konserwatorium Moskiewskim u Michaiła Iwanowa-Borieckiego, następnie w latach 1930–1950 był wykładowcą tej uczelni. W 1940 roku uzyskał stopień kandydata nauk na podstawie rozprawy Oczerki po istorii russkoj muzyki sieriediny XIX wieka, w 1947 roku obronił doktorat na podstawie dysertacji Chudożestwiennoje mirowozzrienije Stasowa. W 1948 roku został profesorem Konserwatorium Moskiewskiego. W latach 1950–1957 wykładał w Konserwatorium Leningradzkim, od 1955 do 1957 roku pełnił też funkcję dyrektora leningradzkiego instytutu teatru i muzyki. Od 1946 do 1950 roku był pracownikiem instytutu historii sztuki Akademii Nauk ZSRR. W latach 1961–1974 kierował wydziałem muzyki narodów ZSRR przy radzieckim ministerstwie kultury. Był redaktorem naczelnym czasopisma „Sowietskaja Muzyka” (1957–1960).
Należał do czołowych rosyjskich muzykologów czasów ZSRR, zasłużył się jako historyk muzyki i organizator przedsięwzięć naukowych. W latach 1973–1982 był redaktorem Muzykalnej encykłopiedii w 6 tomach – pierwszego w literaturze radzieckiej szeroko zakrojonego kompendium muzycznego, zawierającego hasła osobowe i rzeczowe. W swoich badaniach zajmował się historią muzyki rosyjskiej, szczególnie twórczością kompozytorów tzw. Potężnej Gromadki i publicystyką Władimira Stasowa, przygotował liczne edycje źródłowe zabytków rosyjskiej muzyki dawnej. W analizie historii muzyki zwracał uwagę na jej powiązanie z innymi dziedzinami sztuki i szerokim tłem społeczno-kulturalnym danej epoki, w procesie rozwojowym muzyki zgodnie z metodologią narzucaną przez marksizm-leninizm doszukiwał się „elementów postępowych”.
Pochowany na Cmentarzu Dońskim w Moskwie.

## Ważniejsze prace
(na podstawie materiałów źródłowych)
- Romansowaja lirika Musorgskogo (Moskwa 1933)
- Russkaja kłassiczeskaja muzyka (Moskwa 1945, wydanie 2. poszerzone Moskwa 1960)
- Istorija russkoj muzyki (3 tomy, Moskwa 1947–1954)
- Oczerki po istorii russkoj muzyki 1790–1825 (wspólnie z M. Druskinem, Leningrad 1956)
- La musique russen en XIXe siècle (Neuchâtel 1958)
- Russkaja sowietskaja muzyka (1958)
- Kritika i żurnalistika. Izbrannyje statji (Moskwa 1963)
- Russkaja muzyka XVIII wieka (Moskwa 1965)
- 100 let Moskowskoj konsierwatorii (Moskwa 1966)
- Rachmaninow i jego wriemia (Moskwa 1973)